# Pane
Pane is een bestuurslaag in het regentschap Bima van de provincie West-Nusa Tenggara, Indonesië. Pane telt 2826 inwoners (volkstelling 2010).